# Awais Khan
Pour les articles homonymes, voir Khan.
Awais Khan, né le 20 avril 1994, à Peshawar, est un coureur cycliste pakistanais.

## Biographie
En 2016, Awais Khan se classe deuxième du contre-la-montre par équipes aux Jeux sud-asiatiques, avec la délégation pakistanaise. Il participe également aux championnats d'Asie sur route dans la catégorie espoirs (moins de 23 ans). Dixième du contre-la-montre, il abandonne lors de la course en ligne. 
En septembre 2017, il représente le Pakistan lors des championnats du monde de Bergen. Engagé sur le contre-la-montre, il se classe 63e et avant-dernier, à près de treize minutes du vainqueur Tom Dumoulin. En 2019, il s'impose sur une étape du Tour de Khunjerab.

## Palmarès
- 2015
  - RSF Cycle Race
  - Tour de Mohmand[4]
- 2016
  -  Médaillé d'argent du contre-la-montre par équipes aux Jeux sud-asiatiques
- 2019
  - 3e étape du Tour de Khunjerab